# Jarčeva obratnica (knjiga)
Jarčeva obratnica je još jedan legendarni erotski roman iz pera Henryja Millera.
Ima 4 velika dijela, a dug je 386 stranica. Objavljen je 1938. godine.
Zbog ubačene filozofije pomalo je nesuvisla i teška za shvatiti.
U ovom djelu, Henry je u Parizu, ali se ustvari prisjeća djetinjstva u New Yorku.
Osim seksualne eksplicitnosti, roman je zasigurno bio i zabranjen zato što se u njemu piše protiv crnaca i Židova. To također umanjuje vrijednost djela.
U romanu ima dosta psovki. Glavni lik ima 38 godina, pije, puši, oženjen je, nasilan je i promiskuitetan. Ima kćer, ima posao, ali je stalno bez novca.
Roman nije u potpunosti autobiografski.
Žene u romanu Henry zove "pičkama", sipa misli pitajući se kuda svijet ide, spominje se i njegov prethodnik Guillaume Apollinaire. Kronološki redoslijed prekida izletima u prošlost i ubacivanjem svoje filozofije. Također je oslikana velika galerija živopisnih likova.
Roman je posvećen jednoj ženi koja ga je smirila i nagnala da napiše ovaj roman. Najvjerojatnije se radi o njegovoj drugoj ženi June.